# JCPMやきいも観測所
JCPMやきいも観測所は、かつて静岡県清水市にあった天文台。天文台コードは885。
1990年11月23日、この場所で日本の天文学者名取亮と浦田武が小惑星チェシャキャットを発見した。
1992年1月1日に発見された小惑星ヤキイモは、この観測所に由来する。

## 他のJCPM観測所
- JCPM浜頓別観測所 (394)
- JCPM木町観測所 (891)
- JCPM大井観測所 (882)
- JCPM桜観測所 (393)
- JCPM札幌観測所 (392)
- JCPM利根観測所 (890)